# Szászkézdi parasztvár
A szászkézdi parasztvár műemlék Romániában, Maros megyében. A romániai műemlékek jegyzékében a MS-II-m-A-15780 sorszámon szerepel.
A falu központjától 0.9 km-re található vár romjai könnyen megközelíthetőek, kanyargós ösveny kapaszkodik fel a domboldalon. A vár állapota jelenleg erősen elhanyagolt, egyes részein veszélyes. 2017-ben döntés született, hogy közel 2 millió euróból felújítják a várat, de a munkálatok egyelőre nem kezdődtek el.